# Urban Outfitters
Urban Outfitters, Inc. (URBN) међународни је малопродајни ланац основан 1970. године у Филаделфији. Послује на подручјима као што су: САД, Индија, Белгија, Канада, Данска, Француска, Немачка, Ирска, Италија, Холандија, Пакистан, Шведска, Уједињено Краљевство, Шпанија, Италија, Аустрија, Пољска, Кувајт, Уједињени Арапски Емирати и Катар. Циљну групу чине млади, а продаје женску и мушку одећу, обућу, козметичке и велнес производе, додатаке, спортску одећу и опрему, кућне потрепштине, као и грамофонске плоче и аудио-касете.
Основали су га студенти Универзитета Пенсилваније: Ричард Хејн, Џуди Викс и Скот Белер. Првобитно се звао Free People, а од 1976. године носи данашњи назив.